# Jatāra
Jatāra är en ort i Indien.   Den ligger i distriktet Tīkamgarh och delstaten Madhya Pradesh, i den centrala delen av landet, 400 km söder om huvudstaden New Delhi. Jatāra ligger 262 meter över havet och antalet invånare är 17 002.
Terrängen runt Jatāra är platt, och sluttar österut. Runt Jatāra är det tätbefolkat, med 266 invånare per kvadratkilometer. Jatāra är det största samhället i trakten. Trakten runt Jatāra består till största delen av jordbruksmark.